# Pont Astoria-Megler
Le pont Astoria-Megler (anglais : Astoria-Megler Bridge) est un pont en treillis et à poutres cantilever franchissant le Columbia entre Astoria dans l'Oregon et Megler dans l'État de Washington.
C'est une partie de l'U.S. Route 101 qui relie Los Angeles à Olympia.

## Histoire
La liaison Astoria–Megler par bac avec l'État de Washington est inaugurée en 1926. Le service des transports de l'État d'Oregon prend le contrôle de ce service en 1946. Le bac, qui effectuait la traversée en une demi-heure, devait interrompre son service en cas de mauvais temps. Pour faciliter et accélérer le passage entre les deux États, on décida de construire un pont, dont la maitrise d'ouvrage fut assurée conjointement par le service des transports des États d'Oregon et de Washington.
Les travaux commencent le 5 novembre 1962, avec la construction des culées en béton du pont à Tongue Point, 6,5 km en amont du bac. La structure en acier a été fabriquée par segments à Vancouver (Washington), à 140 km en amont de là, puis a été expédiée vers le chantier par barges et déchargée par grue hydraulique. Le 27 août 1966, les gouverneurs Mark Hatfield (Oregon) et Dan Evans (Washington) coupent le ruban rouge devant plus de 30 000 personnes. Le coût des travaux s'est finalement élevé à 24 millions de dollars à l'époque, et ce montant a été récupéré par le péage, qui a été supprimé le 24 décembre 1993.

## Caractéristiques techniques
Ce pont à deux voies de circulation (une dans chaque sens) présente une longueur totale de 6 545 m. La travée construite en cantilever, côté Oregon, est d'une portée de 752 m, tandis que la travée centrale mesure 375,8 m.  L'ossature a été conçue pour résister à des vents de 240 km/h et les piles, pour résister à une vitesse de courant de 14 km/h. En 2004, il supportait un trafic moyen de 7 100 véhicules/jour. Conçu par l'architecte William Adair Bugge (1900 - 1992), ce pont en cantilever a été assemblé par les entreprises DeLong Corporation, the American Bridge Company et Pomeroy Gerwick.

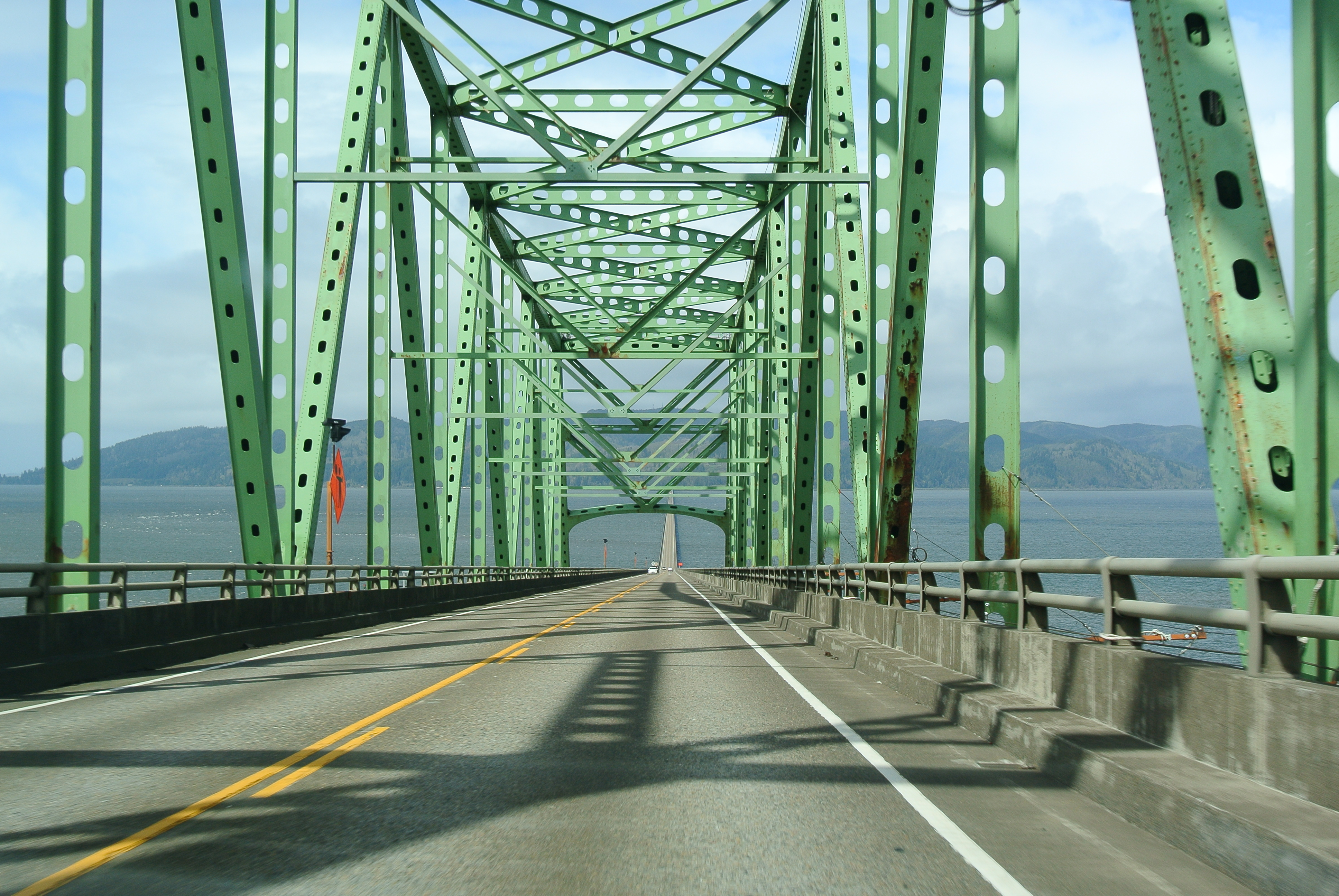
Sur le pont, en direction du nord.

Panorama du pont vu du côté nord.

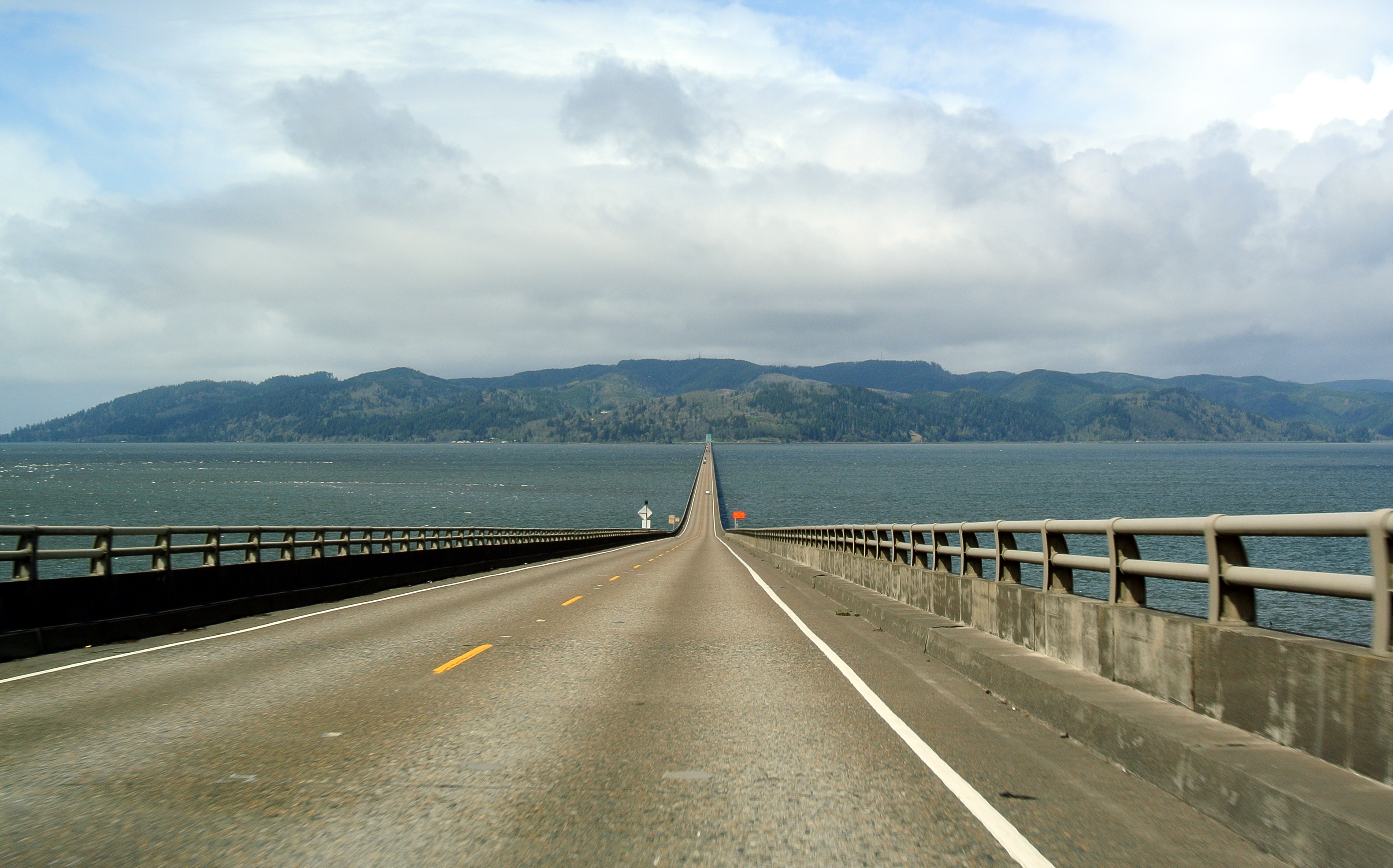
Sur le pont, en direction du nord.